# Aeropuerto Internacional de Riga
El Aeropuerto Internacional de Riga (en letón: Starptautiskā lidosta "Rīga") (IATA: RIX, OACI: EVRA) es un aeropuerto situado en la Municipalidad de Mārupe, unos 10 km al suroeste de Riga la capital de Letonia. Es una SPA propiedad del gobierno y operada por el ministerio de transportes. Fue construido en 1973 como alternativa al viejo aeropuerto de Spilve y actualmente es el aeropuerto más importante de los Estados Bálticos conectando de forma directa con 80 destinos en 30 países, incluido un vuelo transatlántico sin escalas a Nueva York-JFK, a bordo de un Boeing 767 operado por Uzbekistan Airways. En 2013 atendió a 4 793 213 pasajeros.

## Historia
Fue inaugurado en 1976 para reemplazar al aeropuerto de Spilve que se había quedado obsoleto. En 2001, coincidiendo con el 800° aniversario de la fundación de Riga fue remodelado y modernizado. En el 2006 fue inaugurada la nueva terminal norte, contando el aeropuerto desde ese momento con 3 terminales. Las terminales A y C son empleadas para vuelos a zona no Schengen, mientras que la B es utilizada para los vuelos en este espacio. Como paso previo, Letonia tuvo que reforzar sus controles fronterizos, dado que limita con países que no integran la Unión Europea. Además una instalación destinada al mantenimiento, reparación y control de aeronaves, operada mediante un joint venture entre las compañías locales Concors y SR-Technik fue inaugurada durante el otoño boreal de ese mismo año. El Gobierno planea construir otra terminal capaz de manejar 10 millones de pasajeros al año. 
Para los visitantes y pasajeros que viajan a través del Aeropuerto Internacional de Riga existe la revista GatewayRiga. Contiene información acerca de las nuevas aerolíneas que operan en el aeropuerto, nuevos destinos y nuevas rutas, y otra información referida al aeropuerto y a sus alrededores. Es publicada tres veces al año por SIA Check-In Media.

## Aerolíneas y destinos
Las siguientes aerolíneas prestan servicios de vuelos regulares desde el Aeropuerto Internacional de Riga:

### Destinos internacionales
| Ciudades por países    | Nombre del aeropuerto                                   | Aerolíneas | Aeronaves          | Frecuencias semanales |
| África                 | África                                                  | África | África             | África                |
| ---------------------- | ------------------------------------------------------- | --- | ------------------ | --------------------- |
| Túnez                  |                                                         | |                    |                       |
| Enfidha                | Aeropuerto de Enfidha-Hammamet                          | SmartLynx Airlines (Chárter Estacional)                                                                       | A3xx               |                       |
| Yerba                  | Aeropuerto de Yerba                                     | SmartLynx Airlines (Chárter Estacional)                                                                       | A3xx               |                       |
| Asia                   |                                                         | |                    |                       |
| Azerbaiyán             |                                                         | |                    |                       |
| Bakú                   | Aeropuerto Internacional Heydar Aliyev                  | AirBaltic (Estacional)                                                                                        | A220-371           |                       |
| Chipre                 |                                                         | |                    |                       |
| Lárnaca                | Aeropuerto Internacional de Lárnaca                     | AirBaltic | A220-371           |                       |
| Pafos                  | Aeropuerto Internacional de Pafos                       | Ryanair | B737               |                       |
| Emiratos Árabes Unidos |                                                         | |                    |                       |
| Abu Dabi               | Aeropuerto Internacional de Abu Dabi                    | AirBaltic (Estacional)                                                                                        | A220-371           |                       |
| Dubái                  | Aeropuerto Internacional de Dubái                       | AirBaltic (Estacional)                                                                                        | A220-371           |                       |
| Georgia                |                                                         | |                    |                       |
| Kutaisi                | Aeropuerto de Kopitnari                                 | Wizz Air | A32x               |                       |
| Tiflis                 | Aeropuerto Internacional de Tiflis                      | AirBaltic | A220-371           |                       |
| Israel                 |                                                         | |                    |                       |
| Eilat                  | Aeropuerto Internacional de Ovda                        | Wizz Air | A32x               |                       |
| Tel Aviv               | Aeropuerto Internacional Ben Gurión                     | AirBaltic Wizz Air                                                                                            | A220-371 A32x      |                       |
| Kazajistán             |                                                         | |                    |                       |
| Almaty                 | Aeropuerto Internacional de Almaty                      | AirBaltic |                    |                       |
| Turquía                |                                                         | |                    |                       |
| Antalya                | Aeropuerto de Antalya                                   | AirBaltic (Chárter Estacional) Corendon Airlines (Chárter Estacional) SmartLynx Airlines (Chárter Estacional) | A220-371 B7x7 A3xx |                       |
| Estambul               | Aeropuerto de Estambul                                  | Turkish Airlines                                                                                              |                    |                       |
| Uzbekistán             |                                                         | |                    |                       |
| Taskent                | Aeropuerto Internacional de Taskent                     | Uzbekistan Airways                                                                                            |                    |                       |
| Europa                 |                                                         | |                    |                       |
| Alemania               |                                                         | |                    |                       |
| Berlín                 | Aeropuerto de Berlín-Brandeburgo Willy Brandt           | AirBaltic Ryanair                                                                                             | A220-371 B737      |                       |
| Colonia/Bonn           | Aeropuerto de Colonia/Bonn                              | Ryanair | B737               |                       |
| Dortmund               | Aeropuerto de Dortmund                                  | Wizz Air | A32x               |                       |
| Düsseldorf             | Aeropuerto Internacional de Düsseldorf                  | AirBaltic | A220-371           |                       |
| Fráncfort del Meno     | Aeropuerto de Fráncfort del Meno                        | AirBaltic Lufthansa                                                                                           | A220-371           |                       |
| Hahn                   | Aeropuerto de Fráncfort Hahn                            | Ryanair | B737               |                       |
| Hamburgo               | Aeropuerto de Hamburgo                                  | AirBaltic | A220-371           |                       |
| Múnich                 | Aeropuerto Internacional de Múnich                      | AirBaltic | A220-371           |                       |
| Stuttgart              | Aeropuerto de Stuttgart                                 | AirBaltic (Estacional)                                                                                        | A220-371           |                       |
| Austria                |                                                         | |                    |                       |
| Salzburgo              | Aeropuerto de Salzburgo                                 | AirBaltic (Estacional)                                                                                        | A220-371           |                       |
| Viena                  | Aeropuerto de Viena-Schwechat                           | AirBaltic Laudamotion                                                                                         | A220-371 A320-200  |                       |
| Bélgica                |                                                         | |                    |                       |
| Bruselas               | Aeropuerto de Bruselas-National                         | AirBaltic | A220-371           |                       |
| Charleroi              | Aeropuerto de Bruselas-Charleroi                        | Ryanair | B737               |                       |
| Bielorrusia            |                                                         | |                    |                       |
| Minsk                  | Aeropuerto Internacional de Minsk                       | AirBaltic | A220-371           |                       |
| Bulgaria               |                                                         | |                    |                       |
| Burgas                 | Aeropuerto de Burgas                                    | AirBaltic (Chárter Estacional) Ryanair (Estacional) SmartLynx Airlines (Chárter Estacional)                   | A220-371 B737 A3xx |                       |
| Varna                  | Aeropuerto de Varna                                     | SmartLynx Airlines (Chárter Estacional)                                                                       | A3xx               |                       |
| Croacia                |                                                         | |                    |                       |
| Dubrovnik              | Aeropuerto de Dubrovnik                                 | AirBaltic (Estacional)                                                                                        | A220-371           |                       |
| Rijeka                 | Aeropuerto de Rijeka                                    | AirBaltic (Estacional)                                                                                        | A220-371           |                       |
| Split                  | Aeropuerto de Split                                     | AirBaltic (Estacional)                                                                                        | A220-371           |                       |
| Dinamarca              |                                                         | |                    |                       |
| Billund                | Aeropuerto de Billund                                   | AirBaltic | A220-371           |                       |
| Copenhague             | Aeropuerto de Copenhague-Kastrup                        | AirBaltic Norwegian Air Shuttle                                                                               | A220-371 B737      |                       |
| Eslovaquia             |                                                         | |                    |                       |
| Poprad-Tatry           | Aeropuerto de Poprad-Tatry                              | AirBaltic (Estacional)                                                                                        | A220-371           |                       |
| España                 |                                                         | |                    |                       |
| Alicante               | Aeropuerto de Alicante-Elche Miguel Hernández           | Wizz Air | A32x               |                       |
| Barcelona              | Aeropuerto Josep Tarradellas Barcelona-El Prat          | AirBaltic Ryanair Wizz Air                                                                                    | A220-371 B737 A32x |                       |
| Gran Canaria           | Aeropuerto de Gran Canaria                              | AirBaltic | A220-371           |                       |
| Madrid                 | Aeropuerto Adolfo Suárez Madrid-Barajas                 | AirBaltic | A220-371           |                       |
| Málaga                 | Aeropuerto de Málaga-Costa del Sol                      | AirBaltic Ryanair                                                                                             | A220-371 B737      |                       |
| Palma de Mallorca      | Aeropuerto de Palma de Mallorca                         | AirBaltic (Estacional)                                                                                        | A220-371           |                       |
| Tenerife               | Aeropuerto de Tenerife Sur                              | AirBaltic | A220-371           |                       |
| Valencia               | Aeropuerto de Valencia                                  | AirBaltic (Estacional)                                                                                        | A220-371           |                       |
| Estonia                |                                                         | |                    |                       |
| Tallin                 | Aeropuerto de Tallin                                    | AirBaltic | A220-371           |                       |
| Finlandia              |                                                         | |                    |                       |
| Helsinki               | Aeropuerto de Helsinki-Vantaa                           | AirBaltic Finnair                                                                                             | A220-371           |                       |
| Tampere                | Aeropuerto de Tampere-Pirkkala                          | AirBaltic | A220-371           |                       |
| Turku                  | Aeropuerto de Turku                                     | AirBaltic | A220-371           |                       |
| Francia                |                                                         | |                    |                       |
| Niza                   | Aeropuerto Internacional de Niza-Costa Azul             | AirBaltic SmartLynx Airlines (Chárter Estacional)                                                             | A220-371 A32x      |                       |
| París                  | Aeropuerto de París-Charles de Gaulle                   | AirBaltic | A220-371           |                       |
| Grecia                 |                                                         | |                    |                       |
| Atenas                 | Aeropuerto Internacional Eleftherios Venizelos          | AirBaltic (Estacional)                                                                                        | A220-371           |                       |
| Corfú                  | Aeropuerto Internacional de Corfú-Ioannis Kapodistrias  | AirBaltic (Estacional) SmartLynx Airlines (Chárter Estacional)                                                | A220-371 A3xx      |                       |
| Heraclión              | Aeropuerto Internacional de Heraclión Nikos Kazantzakis | AirBaltic (Estacional) SmartLynx Airlines (Chárter Estacional)                                                | A220-371 A3xx      |                       |
| Patras                 | Aeropuerto Patras Araxos                                | AirBaltic (Chárter Estacional)                                                                                | A220-371           |                       |
| Rodas                  | Aeropuerto Internacional de Rodas-Diágoras              | AirBaltic (Estacional) SmartLynx Airlines (Chárter Estacional)                                                | A220-371 A3xx      |                       |
| Salónica               | Aeropuerto Internacional Macedonia                      | AirBaltic (Estacional)                                                                                        | A220-371           |                       |
| Hungría                |                                                         | |                    |                       |
| Budapest               | Aeropuerto de Budapest-Ferenc Liszt                     | AirBaltic Ryanair                                                                                             | A220-371 B737      |                       |
| Irlanda                |                                                         | |                    |                       |
| Dublín                 | Aeropuerto de Dublín                                    | AirBaltic Ryanair                                                                                             | A220-371 B737      |                       |
| Islandia               |                                                         | |                    |                       |
| Reikiavik              | Aeropuerto Internacional de Keflavík                    | AirBaltic (Estacional) Wizz Air                                                                               | A220-371 A32x      |                       |
| Italia                 |                                                         | |                    |                       |
| Ancona                 | Aeropuerto de Marche                                    | AirBaltic (Chárter Estacional)                                                                                | A220-371           |                       |
| Bari                   | Aeropuerto de Bari-Palese                               | Wizz Air | A32x               |                       |
| Bérgamo                | Aeropuerto de Bérgamo-Orio al Serio                     | Ryanair SmartLynx Airlines (Chárter Estacional)                                                               | B737 A3xx          |                       |
| Catania                | Aeropuerto de Catania-Fontanarossa                      | AirBaltic (Estacional)                                                                                        | A220-371           |                       |
| Milán                  | Aeropuerto de Milán-Malpensa                            | AirBaltic | A220-371           |                       |
| Olbia                  | Aeropuerto de Olbia-Costa Smeralda                      | AirBaltic (Estacional)                                                                                        | A220-371           |                       |
| Roma                   | Aeropuerto de Roma-Fiumicino                            | AirBaltic | A220-371           |                       |
| Venecia                | Aeropuerto Internacional Marco Polo                     | AirBaltic (Estacional)                                                                                        | A220-371           |                       |
| Verona                 | Aeropuerto de Verona-Villafranca                        | AirBaltic (Estacional)                                                                                        | A220-371           |                       |
| Lituania               |                                                         | |                    |                       |
| Palanga                | Aeropuerto Internacional de Palanga                     | AirBaltic | A220-371           |                       |
| Vilna                  | Aeropuerto Internacional de Vilna                       | AirBaltic | A220-371           |                       |
| Malta                  |                                                         | |                    |                       |
| Malta                  | Aeropuerto Internacional de Malta                       | Ryanair | B737               |                       |
| Noruega                |                                                         | |                    |                       |
| Bergen                 | Aeropuerto de Bergen-Flesland                           | AirBaltic Norwegian Air Shuttle (Estacional) Wizz Air                                                         | A220-371 B737 A32x |                       |
| Oslo                   | Aeropuerto de Oslo-Gardermoen                           | AirBaltic Norwegian Air Shuttle                                                                               | A220-371 B737      |                       |
| Sandefjord             | Aeropuerto de Sandefjord-Torp                           | Wizz Air | A32x               |                       |
| Stavanger              | Aeropuerto de Stavanger-Sola                            | AirBaltic (Estacional)                                                                                        | A220-371           |                       |
| Trondheim              | Aeropuerto de Trondheim-Værnes                          | AirBaltic Norwegian Air Shuttle (Estacional)                                                                  | A220-371 B737      |                       |
| Países Bajos           |                                                         | |                    |                       |
| Ámsterdam              | Aeropuerto de Ámsterdam-Schiphol                        | AirBaltic | A220-371           |                       |
| Eindhoven              | Aeropuerto de Eindhoven                                 | Ryanair (Estacional) Wizz Air                                                                                 | B737 A32x          |                       |
| Polonia                |                                                         | |                    |                       |
| Gdansk                 | Aeropuerto de Gdańsk-Lech Wałęsa                        | AirBaltic (Estacional)                                                                                        | A220-371           |                       |
| Varsovia               | Aeropuerto de Varsovia-Chopin                           | AirBaltic LOT Polish Airlines                                                                                 | A220-371           |                       |
| Portugal               |                                                         | |                    |                       |
| Funchal                | Aeropuerto de Madeira                                   | SmartLynx Airlines (Chárter Estacional)                                                                       | A32x               |                       |
| Lisboa                 | Aeropuerto de Lisboa                                    | AirBaltic | A220-371           |                       |
| Reino Unido            |                                                         | |                    |                       |
| Aberdeen               | Aeropuerto de Aberdeen                                  | AirBaltic (Estacional)                                                                                        | A220-371           |                       |
| Bristol                | Aeropuerto de Bristol                                   | Ryanair | B737               |                       |
| Edimburgo              | Aeropuerto de Edimburgo                                 | AirBaltic (Estacional) Ryanair                                                                                | A220-371 B737      |                       |
| East Midlands          | Aeropuerto de East Midlands                             | Ryanair | B737               |                       |
| Leeds                  | Aeropuerto Internacional de Leeds Bradford              | Ryanair | B737               |                       |
| Londres                | Aeropuerto de Londres-Gatwick                           | AirBaltic | A220-371           |                       |
| Londres                | Aeropuerto de Londres-Luton                             | Wizz Air | A32x               |                       |
| Londres                | Aeropuerto de Londres-Stansted                          | Ryanair | B737               |                       |
| Mánchester             | Aeropuerto de Mánchester                                | AirBaltic Ryanair                                                                                             | A220-371 B737      |                       |
| República Checa        |                                                         | |                    |                       |
| Praga                  | Aeropuerto de Praga                                     | AirBaltic Ryanair                                                                                             | A220-371 B737      |                       |
| Suecia                 |                                                         | |                    |                       |
| Estocolmo              | Aeropuerto de Estocolmo-Arlanda                         | AirBaltic Norwegian Air Shuttle SAS Ryanair                                                                   | A220-371 B737      |                       |
| Gotemburgo             | Aeropuerto de Gotemburgo-Landvetter                     | AirBaltic Ryanair                                                                                             | A220-371 B737      |                       |
| Suiza                  |                                                         | |                    |                       |
| Ginebra                | Aeropuerto Internacional de Ginebra                     | AirBaltic | A220-371           |                       |
| Zúrich                 | Aeropuerto Internacional de Zúrich                      | AirBaltic | A220-371           |                       |
| Ucrania                |                                                         | |                    |                       |
| Kiev                   | Aeropuerto Internacional de Kiev-Boryspil               | AirBaltic Ukraine International Airlines                                                                      | A220-371           |                       |
| Kiev                   | Aeropuerto Internacional de Kiev (Zhuliany)             | Wizz Air | A32x               |                       |
| Odesa                  | Aeropuerto Internacional de Odesa                       | AirBaltic (Estacional)                                                                                        | A220-371           |                       |
| Leópolis               | Aeropuerto Internacional de Leópolis                    | AirBaltic | A220-371           |                       |

### Carga
| Aerolíneas   | Destinos |
| ------------ | --- |
| DHL Aviation | Leipzig/Halle |
| RAF-Avia     | Aalborg, Ámsterdam-Schiphol, Ankara-Esenboğa, Birmingham-West Midlands, Copenhague-Kastrup, Coventry, East Midlands, Estambul-Atatürk, Helsinki-Vantaa, Innsbruck, Kiev-Boryspil, Lárnaca, Leipzig/Halle, Lisboa, Malmö, Moscú-Vnúkovo, Ostrava-Leoš Janáček, Praga, Simferopol |
| Kalitta Air  | Base Aérea de Bagram |
| SprintAir    | Varsovia-Chopin |

## Estadísticas
El aeropuerto es el más importante a nivel nacional y junto al Aeropuerto Internacional de Liepāja y el Aeropuerto Internacional de Ventspils monopolizan el tráfico internacional de Letonia. La compañía airBaltic, propiedad del gobierno del país tiene su sede en el aeropuerto, en el que es la compañía más importante, seguida de Ryanair. En 2013, el aeropuerto atendió a 4 793 213 pasajeros, un 0.5% más que en el año anterior.
| 1993  | 1994  | 1995  | 1996  | 1997  | 1998  | 1999  | 2000  | 2001  | 2002  | 2003  | 2004  | 2005  | 2006  | 2007        |  |
| ----- | ----- | ----- | ----- | ----- | ----- | ----- | ----- | ----- | ----- | ----- | ----- | ----- | ----- | ----------- |  |
| 310   | 398   | 504   | 506   | 535   | 555   | 562   | 574   | 623   | 633   | 712   | 1 060 | 1 878 | 2 495 | 3 161       |  |
| 2008  | 2009  | 2010  | 2011  | 2012  | 2013  | 2014  | 2015  | 2016  | 2017  | 2018  | 2019  | 2020  | 2021  | 2022 (Jun.) |  |
| 3 691 | 4 066 | 4 664 | 5 107 | 4 768 | 4 793 | 4 813 | 5 162 | 5 401 | 6 097 | 7 056 | 7 798 | 2 011 | 2 350 | 2 214       |  |

| Ranking | Ciudad                       | Pasajeros | Aerolíneas                                              |
| ------- | ---------------------------- | --------- | ------------------------------------------------------- |
| 1       | Moscú, Rusia                 | 410 027   | Aeroflot, airBaltic, Transaero Airlines, UTair Aviation |
| 2       | Londres, Reino Unido         | 390 251   | airBaltic, Ryanair, Wizz Air                            |
| 3       | Fráncfort del Meno, Alemania | 272 331   | airBaltic, Lufthansa, Ryanair                           |
| 4       | Oslo, Noruega                | 243 893   | airBaltic, Norwegian Air Shuttle, Ryanair, Wizz Air     |
| 5       | Helsinki, Finlandia          | 233 843   | airBaltic, Finnair                                      |
| 6       | Estocolmo, Suecia            | 206 100   | airBaltic, Norwegian Air Shuttle, Ryanair               |
| 7       | Tallin, Estonia              | 196 514   | airBaltic                                               |
| 8       | Vilnius, Lituania            | 182 135   | airBaltic                                               |
| 9       | Copenhague, Dinamarca        | 138 998   | airBaltic                                               |
| 10      | Milán, Italia                | 134 205   | airBaltic, Ryanair                                      |

## Accesos
Autobús

Las líneas #22 y #22A (expreso) unen el aeropuerto con el centro de Riga. Tienen una frecuencia de entre 10 y 30 minutos, y el tiempo de viaje es de unos 30 minutos. El precio del pasaje es de 0,30 LVL (0,43€) más un adicional de 0,90 LVL (1,29€) por grandes equipajes. La parada del aeropuerto se encuentra en la segunda terminal. Para tomar el autobús en el aeropuerto, se debe acceder a la parada de autobús ubicada en frente de la terminal, detrás del estacionamiento. 
Taxi

El aeropuerto ha firmado un contrato con Riga Taxi Park. La oficina de la compañía está ubicada en el primer nivel del área de llegadas. El tiempo de viaje en taxi dura aproximadamente 15 minutos, y tiene un coste de 0,40 LVL (precio fijo) y 0,35 LVL/km. Llegar al centro de la ciudad tiene un coste total aproximado de 5 LVL (7€).